# José María Oriol
José María de Oriol Urquijo (Santurce, 12 de agosto de 1905-Madrid, 4 de noviembre de 1985) fue un empresario, financiero y político español, de ideología tradicionalista, designado alcalde de Bilbao entre 1939 y 1941 y procurador de las Cortes franquistas entre 1955 y 1977. Ostentó el título nobiliario de iii marqués de Casa Oriol.

## Biografía
Era hijo de José Luis de Oriol y Urigüen, político y financiero español, y de Catalina Urquijo. Entre sus hermanos se encontraba el político Antonio María de Oriol. Finalizó la carrera de Ingeniería Industrial en Madrid en 1929. Se casó con María de Gracia Ybarra Lasso de la Vega y tuvo siete hijos: José Luis (ingeniero industrial), casado con María Jesús Fabra (marquesa de Masnou); María de Gracia, casada con José Luis Sanz Magallón (marqués de San Adrián); Miguel (arquitecto); María, casada con Juan Castillejo (duque de San Miguel); Íñigo (abogado, fundador de Iberdrola), casado con Victoria Ybarra, baronesa de Güell; Carlos, casado con Isabel de León (marquesa de Méritos y actual presidenta de la Real Academia de Bellas Artes Santa Isabel de Hungría) y Begoña, casada con el empresario Javier Basagoiti Miranda.

## Trayectoria
Recién terminada la carrera fue nombrado consejero de Hidroeléctrica Española (actualmente Iberdrola), la compañía que fundó el ingeniero Urrutia y su abuelo Lucas de Urquijo. Ocupó el cargo de Presidente desde 1941 hasta 1985.
Contribuyó a la fundación de UNESA (Unidad Eléctrica S.A.) en 1944, agrupando las empresas productoras y distribuidoras de energía eléctrica de España. Fue presidente de esta Sociedad en dos ocasiones, completando los 8 años de mandato.
Una vez que el Fórum Atómico Español se incorporó al Europeo fue el presidente de éste durante dos años.
También fue presidente de Patentes Talgo, de Unesa, consejero de Banesto, de Unión Eléctrica Fenosa, de Bandesco y de otras muchas sociedades.
En marzo de 1936 fue uno de los carlistas que participaron en el acto de creación de la Junta Suprema Militar Carlista o Junta de Conspiración, que tuvo lugar en la finca La Ferme, localizada en ciudad francesa de San Juan de Luz.
En enero de 1937 fue puesto al frente de la Junta Carlista de Guerra de Vizcaya.
Desempeñó el cargo de alcalde de Bilbao entre 1939 y 1941, así como el de jefe provincial de FET y de las JONS desde 1937 a 1941 y procurador de las Cortes franquistas en seis legislaturas. Fue académico de número de la Real Academia de Ciencias Morales y Políticas desde 1959.
Partidario del decreto de unificación de carlistas y falangistas, e integrante del grupo de tradicionalistas que abrazaron al régimen, una vez desencantado con este se acercó a la figura de Juan de Borbón, llegó a pedir al pretendiente al trono que designara al conde de Rodezno como su representante en el interior del país, y actuó como intermediario entre Juan de Borbón y Franco.
Fue uno de los 59 procuradores de las Cortes franquistas que, una vez muerto el dictador, votaron el 18 de noviembre de 1976 en contra de la aprobación de la Ley para la Reforma Política que derogaba los Principios Fundamentales del Movimiento.

## Trayectoria empresarial
Formó parte durante su vida de varios Consejos de Administración: Babcock Wilcox, Electra de Madrid, Riegos de Levante, FENOSA (vicepresidente), Fundiciones y Talleres Mecánicos de Manzanares, Hidráulica de Santillana, Electra de Lima (vicepresidente), Industrias Subsidiarias de Aviación, Ibarra y Cía, VALCA, ARGON, Impregnación de Maderas, Oleotécnica SA, Productos Pretensados, etc. Fue consejero de Bandesco, Banco de Vitoria y Banco Español de Crédito (desde 1944).
Presidió: Constructora Iberoamericana, Compañía Minero-Metalúrgica Los Guindos, Patentes TALGO, Electras marroquíes, Molinos del Segura de Archena..., pero sobre todo Hidroeléctrica Española (desde marzo de 1941).